# السفارة السعودية في بوركينا فاسو
سفارة المملكة العربية السعودية في جمهورية بوركينا فاسو، هي بعثة دبلوماسية سعودية تقع في عاصمة بوركينا فاسو واغادوغو ويترأس البعثة سفير خادم الحرمين الشريفين فهد بن عبد الرحمن الدوسري. العنوان: شارع الجنرال تيميكو مارك غرنغو واغا 2000.

## وصلات خارجية
- موقع سفارة المملكة العربية السعودية السعودية في بوركينا فاسو
- وزارة الخارجية السعودية (بالعربية)
- Ministry of Foreign Affairs of Kingdom of Saudi Arabia (بالإنجليزية)